# Behn Wilson
Behn Bevan Wilson (* 19. Dezember 1958 in Toronto, Ontario) ist ein ehemaliger kanadischer Eishockeyspieler, der im Verlauf seiner aktiven Karriere zwischen 1975 und 1988 unter anderem 668 Spiele für die Philadelphia Flyers und Chicago Black Hawks in der National Hockey League auf der Position des Verteidigers bestritten hat. Sein jüngerer Bruder Bart war ebenfalls professioneller Eishockeyspieler.

## Karriere
Wilson verbrachte zwischen 1975 und 1978 eine überaus bewegte Juniorenkarriere, die ihn diesem Zeitraum bei insgesamt drei Franchises der Ontario Major Junior Hockey League spielen sah. Zunächst war der Verteidiger in der Saison 1975/76 und den Beginn der folgenden für die Ottawa 67’s. Im Verlauf der Spielzeit 1976/77 wechselte er innerhalb der Liga zu den Windsor Spitfires. Im weiteren  Verlauf des Spieljahres debütierte er zudem im Profibereich, als er 13 Partien für die Kalamazoo Wings in der International Hockey League absolvierte. Die Saison 1977/78 bestritt Wilson schließlich wieder in der OMJHL, wo er für die Kingston Canadians zum Einsatz kam. Nach der Spielzeit wurde der Abwehrspieler, nachdem er in 52 Spielen 78 Scorerpunkte erzielt hatte, im NHL Amateur Draft 1978 an der sechsten Gesamtposition von den Philadelphia Flyers aus der National Hockey League ausgewählt.
Zu Beginn der Saison 1978/79 erhielt der robuste Offensivverteidiger auf Anhieb einen Kaderplatz bei den Philadelphia Flyers und absolvierte 80 Partien in seiner Rookiespielzeit. Auch in den folgenden Jahren blieb Wilson ein fester Baustein Philadelphias Kader, auch wenn er immer wieder für sein teils unkonzentriertes Spiel kritisiert wurde. Darüber hinaus entwickelte er sich zu einem reputablen Faustkämpfer. Insgesamt trug der Kanadier fünf Spielzeiten lang das Trikot der Flyers und absolvierte seine beste Saison dabei im Spieljahr 1980/81, als ihm 63 Punkte in 77 Spielen gelangen und er zudem zum NHL All-Star Game 1981 eingeladen wurde. Im Jahr zuvor hatte er mit den Flyers die Finalserie der Stanley-Cup-Playoffs 1980 erreicht.
Im Juni 1984 wurde Wilson im Tausch für Doug Crossman und ein Zweitrunden-Wahlrecht im NHL Entry Draft 1984 an die Chicago Black Hawks abgegeben. Dort setzte Wilson seine NHL-Karriere in den folgenden drei Jahren erfolgreich fort. Aufgrund einer im April 1986 erlittenen Rückenverletzung in einem Playoff-Spiel gegen die Toronto Maple Leafs verpasste der Defensivakteur die gesamte Saison 1986/87. Erst zur folgenden Spielzeit kehrte der Kanadier in die Liga zurück und bestritt 58 Spiele. Im Oktober 1987 verließ Wilson die Blackhawks, da er im NHL Waiver Draft von den Vancouver Canucks ausgewählt wurde. Für die Canucks absolvierte er jedoch in der Spielzeit 1988/89 kein einziges Spiel, da seine Rückenverletzung wieder aufbrach. Im Sommer 1989 beendete er seine aktive Karriere im Alter von 30 Jahren.

## Erfolge und Auszeichnungen
- 1977 Teilnahme am OMJHL All-Star Game
- 1981 Teilnahme am NHL All-Star Game

## Karrierestatistik
(Legende zur Spielerstatistik: Sp oder GP = absolvierte Spiele; T oder G = erzielte Tore; V oder A = erzielte Assists; Pkt oder Pts = erzielte Scorerpunkte; SM oder PIM = erhaltene Strafminuten; +/− = Plus/Minus-Bilanz; PP = erzielte Überzahltore; SH = erzielte Unterzahltore; GW = erzielte Siegtore; 1 Play-downs/Relegation; Kursiv: Statistik nicht vollständig)